# Liste der Monuments historiques in Brizeaux
Die Liste der Monuments historiques in Brizeaux führt die Monuments historiques in der französischen Gemeinde Brizeaux auf.

## Liste der Immobilien
| Bezeichnung | Beschreibung                                                               | Standort               | Kennzeichnung | Schutzstatus | Datum | Bild |
| ----------- | -------------------------------------------------------------------------- | ---------------------- | ------------- | ------------ | ----- | ---- |
| Bauernhof   | für die Argonnen typisches Fachwerkhaus, erste Hälfte des 19. Jahrhunderts | 18 Grand-Rue (Lage)    | PA00106709    | Inscrit      | 1992  |      |
| Bauernhof   | Fachwerkhaus mit Backofen, erste Hälfte des 19. Jahrhunderts               | 2 rue de Verdun (Lage) | PA00106710    | Inscrit      | 1992  |      |

## Liste der Objekte
| Bezeichnung      | Beschreibung                      | Standort                                 | Kennzeichnung | Schutzstatus | Datum | Bild |
| ---------------- | --------------------------------- | ---------------------------------------- | ------------- | ------------ | ----- | ---- |
| Kelch und Patene | Silber, Ende des 18. Jahrhunderts | in der Kirche Ste-Marie-Madelaine (Lage) | PM55001245    | Classé       | 1998  |      |